# Paulina (Oregón)
Paulina es un área no incorporada ubicada en el condado de Crook en el estado estadounidense de Oregón. La oficina de correos de Paulina fue establecida en 1882.

## Geografía
Paulina se encuentra ubicada en las coordenadas 44°8′2″N 119°57′42.01″O / 44.13389, -119.9616694.